# Altetopfstraße 8 (Quedlinburg)

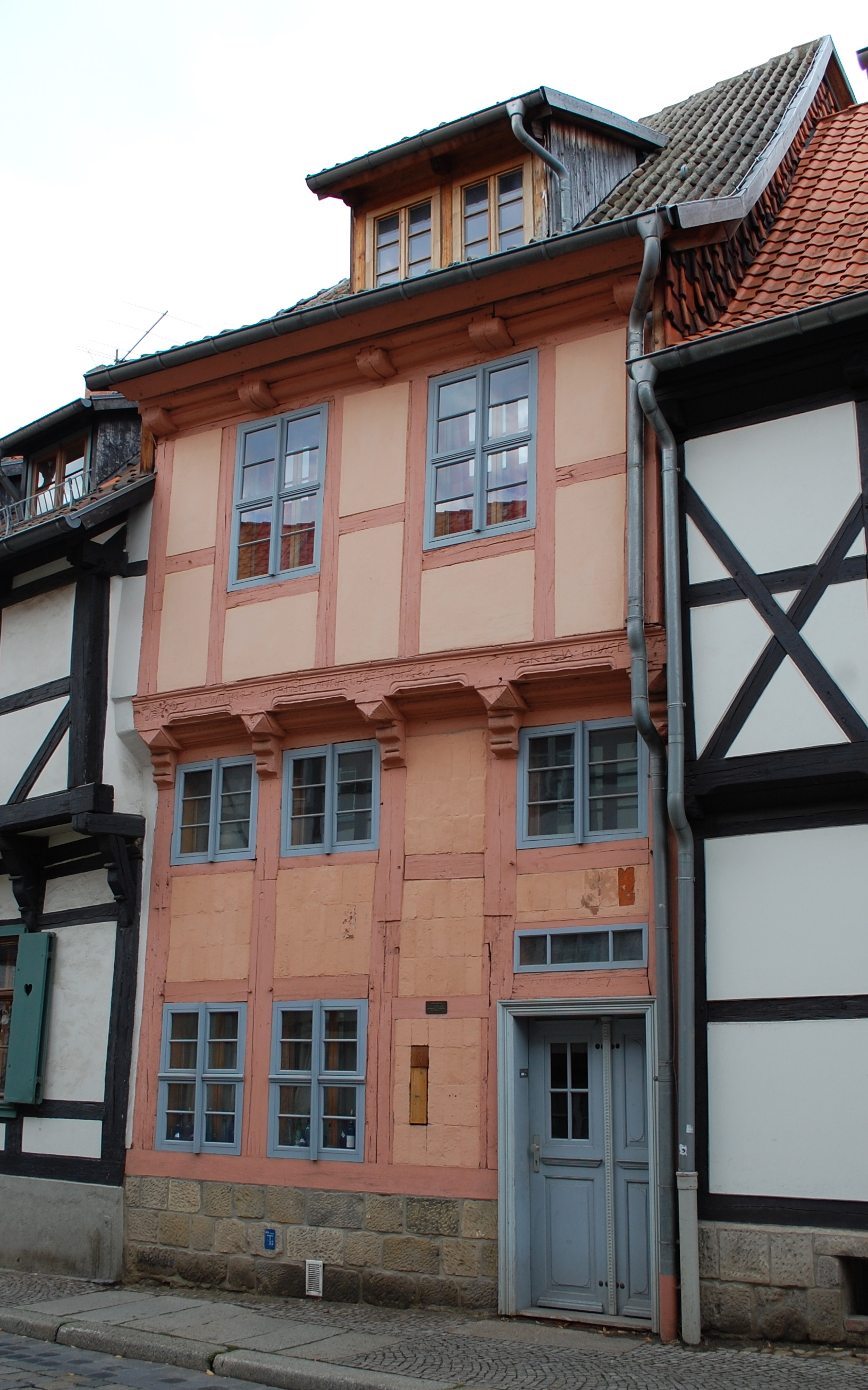
Altetopfstraße 8

Das Haus Altetopfstraße 8 ist ein denkmalgeschütztes Gebäude in der Stadt Quedlinburg in Sachsen-Anhalt.

## Lage
Das Gebäude befindet sich südlich der historischen Quedlinburger Altstadt. Westlich grenzt das gleichfalls denkmalgeschützte Haus Altetopfstraße 9, östlich das Haus Altetopfstraße 7 an. Das Haus ist im Quedlinburger Denkmalverzeichnis als Wohnhaus eingetragen und gehört zum UNESCO-Weltkulturerbe.

## Architektur und Geschichte
Das zweigeschossige Fachwerkhaus wurde nach einer Bauinschrift im Jahr 1687 vom Zimmermeister Martin Lange errichtet. Auf Lange verweist die Inschrift MARTIN LANGE Z.M. Im unteren Stockwerk befindet sich ein Zwischengeschoss. Die Fassade ist mit Knaggen und Pyramidenbalkenköpfen verziert. Darüber hinaus befinden sich an der Stockschwelle geschnitzte Blumenranken. Diese Verzierung ist typisch für vom Zimmermeister Lange gebauten Häuser.